# Спондилы
Спондилы (лат. Spondylis от др.-греч. σπόνδυλος «веретено») — род жуков из подсемейства Lepturinae. Вид Spondylis buprestoides встречается в Украинских Карпатах.

## Описание
Передние голени с зазубренным наружным краем, на вершине вытянуты в зубец. Усики короче половины вальковатого тела, их сегменты с третьего по 11-й с пороносными ямками.

## Систематика
В составе рода:
- вид: Spondylis buprestoides (Linnaeus, 1758)
- вид: †Spondylis tertiarius Germar, 1849 †